# Villa Rustica (Pully)

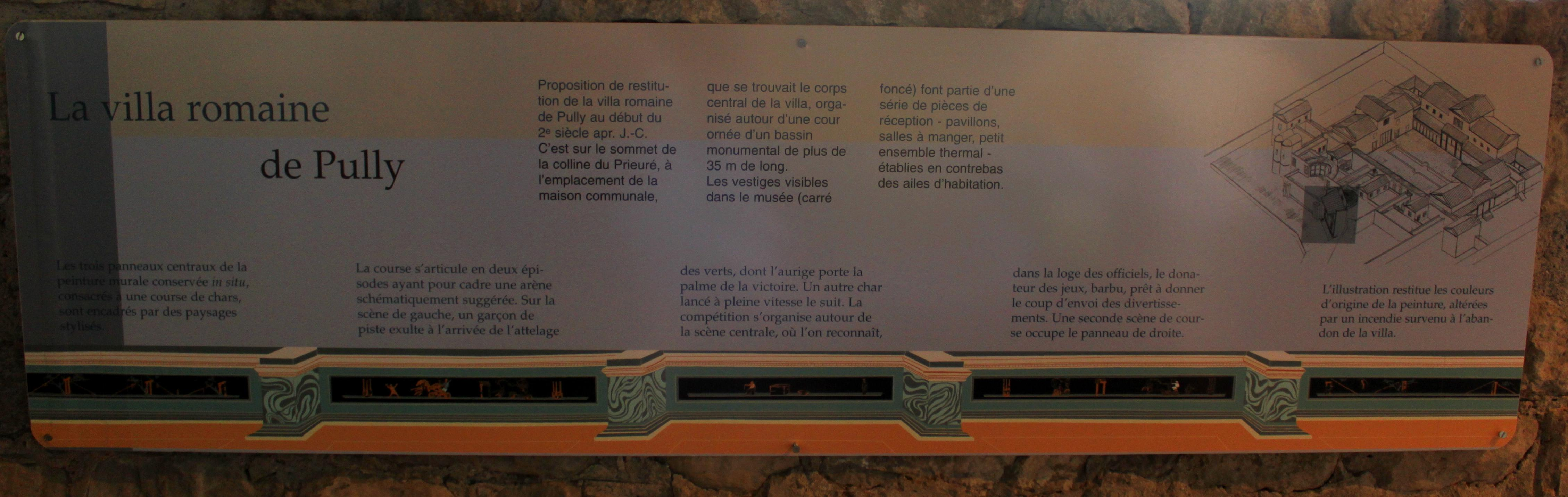
Villa von Pully, Ansicht

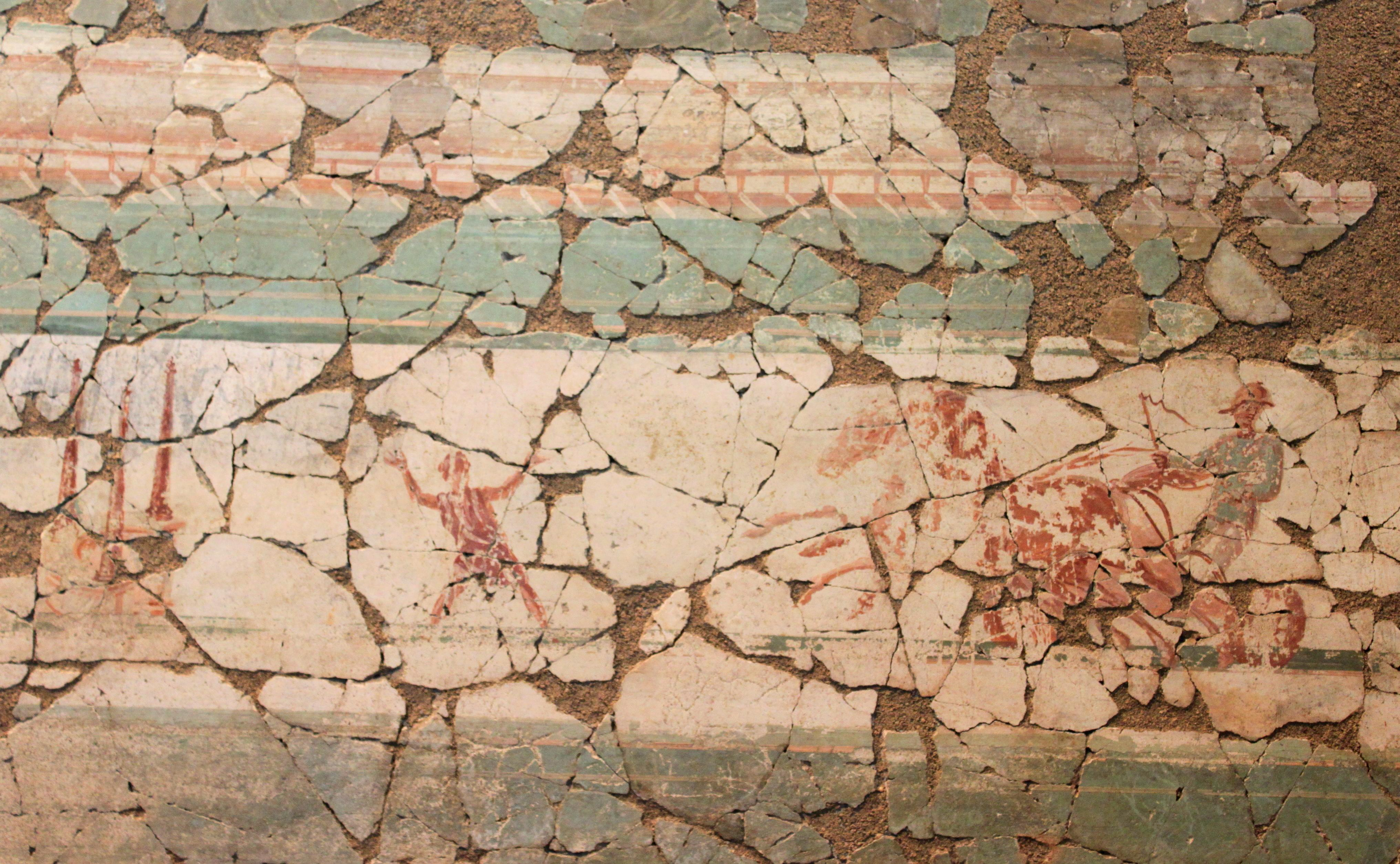
Wandmalerei: Darstellung eines Wagenrennens

Bei der Villa Rustica in Pully, auch bekannt als Villa du Prieuré, handelt es sich um eine grosse römische Villa, die palastartige Ausmaße hatte.
Im Schweizer Dorf Pully kamen über die Jahrhunderte Reste römischer Bebauung zu Tage, die bei Ausgrabungen im Jahr 1971 als Villa Rustica identifiziert werden konnten. Die Villa ist nur zum Teil ausgegraben. Sie wurde in mehreren Bauphasen errichtet und geht auf das Ende des 1. Jahrhunderts zurück. Es handelte sich zunächst um einen Bau mit einem Portikus an der Rückseite. In einer Ausbauphase erhielt die Villa zwei grosse exedraartige Säle, die in den Berg hineingebaut sind und eine Doppelmauer aufweisen, die wahrscheinlich zum Schutz gegen die Feuchtigkeit im Hang diente. In einem der Säle kamen umfangreiche Reste von Wandmalereien zu Tage, die ein Wagenrennen zeigen. Teile der Villa sind heute ein Freilichtmuseum.